# Naucides

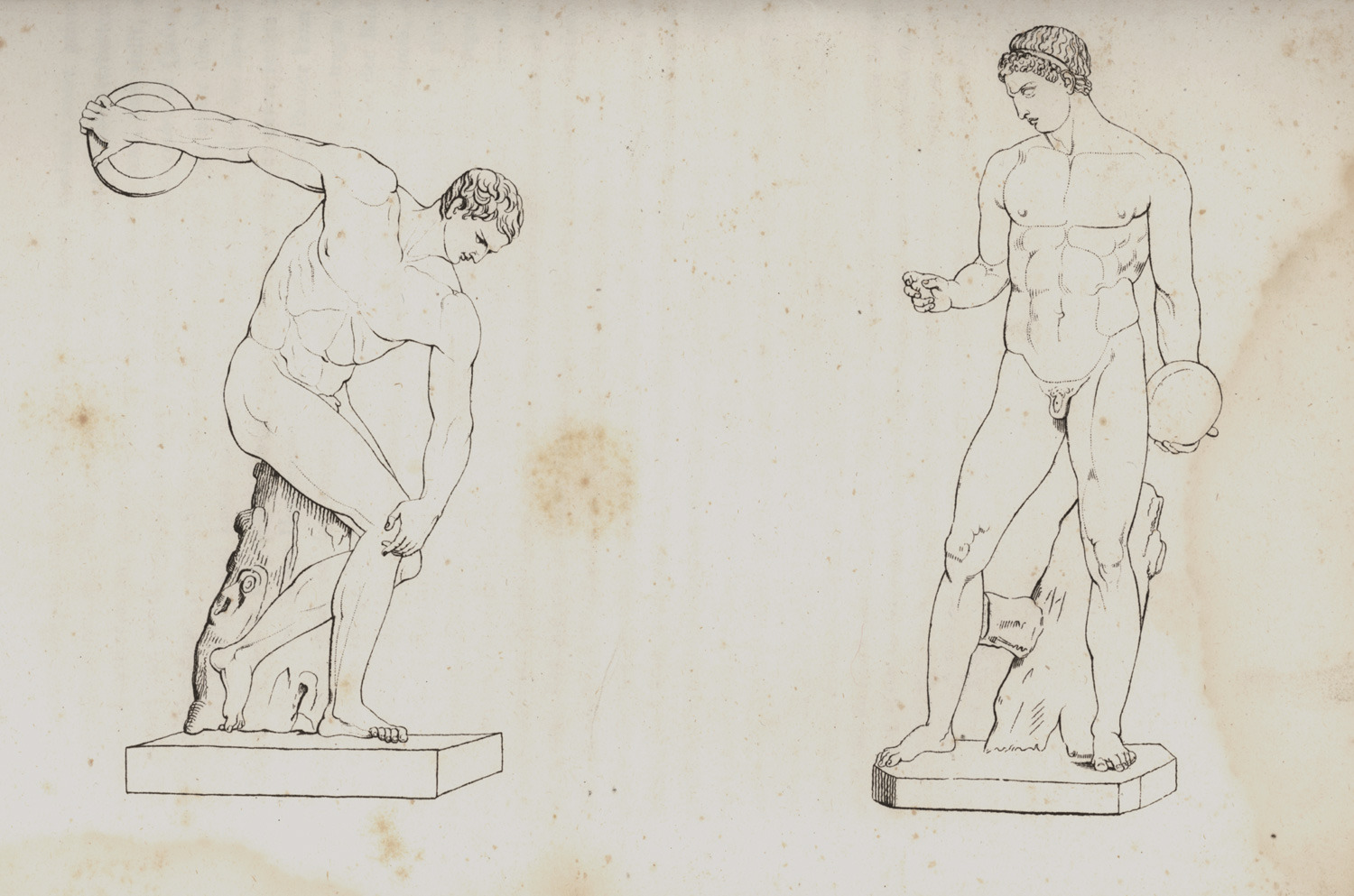
Il·lustració del discòbol de Miró (esquerra) i del Discophoros de Naucides (dreta).

Naucides (en grec antic Ναυκύδης) fill de Motó, fou un escultor d'Argos del segle segle iv aC.
Era germà i mestre de Policlet el Jove (Policlet d'Argos). Va fer una estàtua d'Hebe d'or i vori, que es trobava al costat l'estàtua d'Hera de Policlet a l'Herèon. També va fer una estàtua de bronze d'Hècate a Argos i nombrosos estàtues d'atletes.
Tacià parla d'una estàtua seva que representava Erinna, la poetessa. Plini el Vell el situa cap a l'any 420 aC i diu que va esculpir un Mercuri, un discòbol i un home sacrificant una ovella. A més de Policlet també va ser deixeble seu Alip de Sició.